# Tim Drummond
Tim Drummond (20. dubna 1940 – 10. ledna 2015) byl americký baskytarista. Nahrál řadu alb s kanadským hudebníkem Neilem Youngem, například Harvest (1972), On the Beach (1974), Tonight's the Night (1975), American Stars 'n Bars (1977) a Everybody's Rockin' (1983). Dále spolupracoval s Bobem Dylanem, s nímž nahrál desky Slow Train Coming (1979) a Saved (1980). Roku 1974 odehrál turné se skupinou Crosby, Stills, Nash and Young. Spolupracoval s desítkami dalších hudebníků, mezi které patří například Ry Cooder, Bette Midler, James Brown, Michelle Phillips nebo skupina The Beach Boys. Pod několika písněmi je podepsán také autorsky; jde například o Dylanovu „Saved“ ze stejnojmenného alba či „Who's Talking“ od JJ Calea z alba Travel-Log (1990). Zemřel v lednu roku 2015 z neznámé příčiny ve věku 74 let. Po jeho smrti mu složilo poctu několik umělců, včetně Youngovy sestry Astrid Young či Younga samotného nebo producenta Craiga Leona.